# Дембовець (Підкарпатське воєводство)
Дембовець (пол. Dębowiec) — село в Польщі, у гміні Дембовець Ясельського повіту Підкарпатського воєводства.
Населення — 2035 осіб (2011).
У 1975-1998 роках село належало до Кросненського воєводства.

## Демографія
Демографічна структура станом на 31 березня 2011 року:
|          | Загалом | Допрацездатний вік | Працездатний вік | Постпрацездатний вік |
| -------- | ------- | ------------------ | ---------------- | -------------------- |
| Чоловіки | 1032    | 219                | 721              | 92                   |
| Жінки    | 1003    | 214                | 610              | 179                  |
| Разом    | 2035    | 433                | 1331             | 271                  |